# Цорцоне (Бергамо)
Цорцоне је насеље у Италији у округу Бергамо, региону Ломбардија.
Према процени из 2011. у насељу је живело 215 становника. Насеље се налази на надморској висини од 982 м.